# Vestíbulo

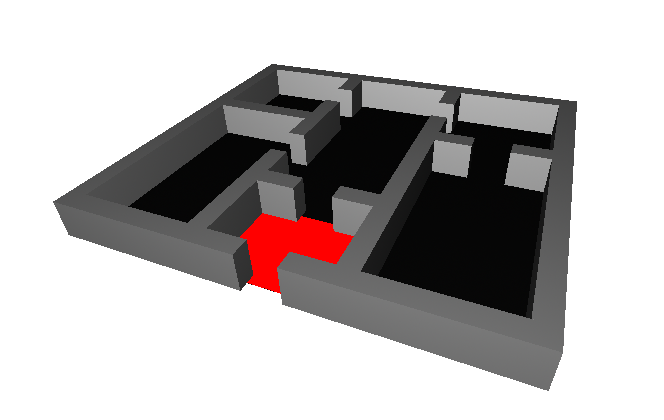
Exemplo de um vestíbulo.

Vestíbulo, antessala, hall de entrada ou saguão (no Brasil, apenas; ver saguão) é a sala de entrada ou passagem entre a sala de entrada e o interior de um edifício qualquer. É nesta sala onde as pessoas deixam casacos, chapéus e outros objetos para adentrarem mais confortavelmente nos edifícios.
O mesmo termo pode ser aplicado a estruturas semelhantes da arquitetura romana antiga. Esse recurso arquitetônico é ainda mantido em construções de países de clima frio e em construções públicas e de estilo antigo.